# Lamothe-Cassel
Lamothe-Cassel település Franciaországban, Lot megyében. Lakosainak száma 113 fő (2022. január 1.). Lamothe-Cassel Frayssinet, Cœur-de-Causse, Montamel, Ussel és Les Pechs-du-Vers községekkel határos.

## Népesség
A település népességének változása:
| Lakosok száma | 126  | 121  | 107  | 107  | 121  | 135  | 129  | 117  | 115  | 113  |
|               | 1968 | 1982 | 1990 | 2006 | 2013 | 2015 | 2017 | 2019 | 2020 | 2022 |